# Ludwig Kiederich
Ludwig Gregor Kiederich (* 11. Oktober 1885 in Düsseldorf; † 1929 ebenda) war ein deutscher Landschafts-, Genre- und Tiermaler der Düsseldorfer Schule.

## Leben

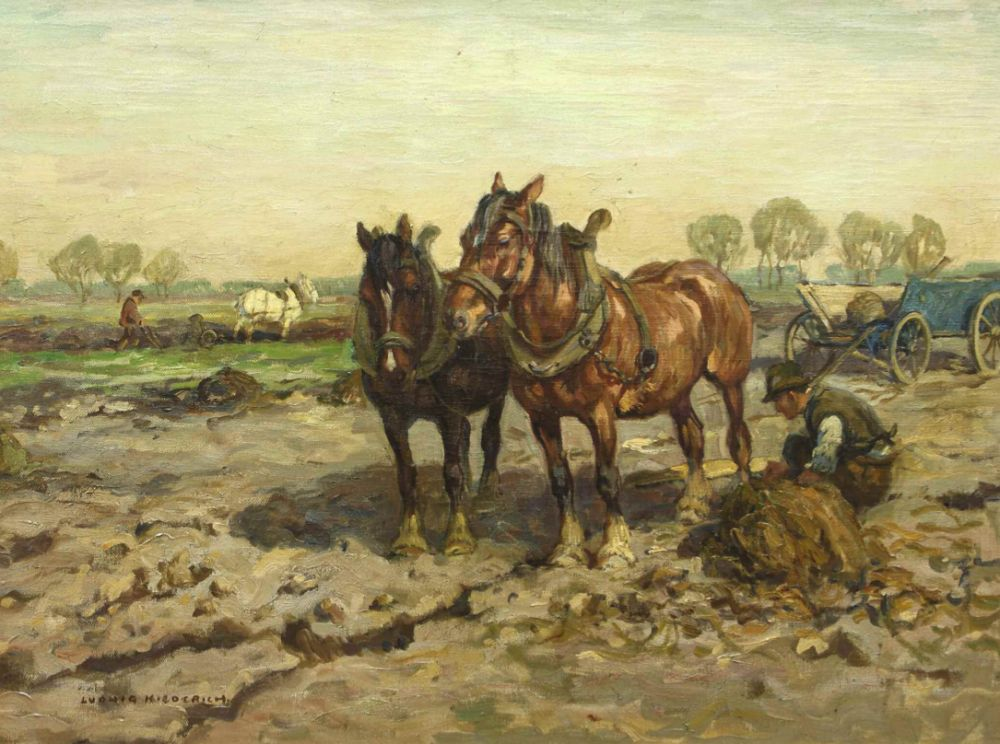
Pflügende Bauern

Ludwig Kiederich war Sohn des Malers Paul Wilhelm Kiederich (1842–1921) und Enkel des Malers Paul Joseph Kiederich. Als 9-Jährigem fuhr ihm ein Pferdefuhrwerk auf der Düsseldorfer Nordstraße ein Bein ab. Auch sein anderes Bein wurde dabei schwer verletzt. Sein Vater führte daher einen Entschädigungsprozess gegen Wilhelm August von Tippelskirch (1855–1921), den Pächter der Düsseldorfer Pferdebahn.
Ludwig wurde Schüler seines älteren Bruders Franz Kiederich an der Kunstakademie Düsseldorf. Er lebte und arbeitete Düsseldorf. Das Hauptmotiv seiner Malerei waren Darstellungen der Landarbeit mit Pferdegespannen.